# يكتا ناصر
يكتا ناصر (بالفارسية: یکتا ناصر) ( 3 نوفمبر 1978 في طهران) هي ممثلة وعارضة أزياء إيرانية.

## النشاط المهني
حصلت يكتا ناصر على جائزة كريستال سيمرغ لأفضل ممثلة ثانوية في مهرجان الفجر السينمائي الدولي الثلاثين لأدائها في فيلم شخص يريد التحدث معك (2011). شاركت أيضًا في العديد من الأفلام، بما في ذلك جريمة أونلاين، شخص ما يريد التحدث معك (2011) وأنا لست سلفادور (2015).

### فيلموغرافيا
- 2001 - ساغي
- 2005 - فاراري
- 2005 - شانت عيد الميلاد
- 2008 - شيرين
- 2012 - سبحانة (قصير)
- 2015 - أنا لست سلفادور[1]
- 2019 - مانكان
- 2019 - دل
- 2018 - الرحمن 1400

## روابط خارجية
- يكتا ناصر على موقع IMDb (الإنجليزية)
- يكتا ناصر على موقع قاعدة بيانات الفيلم (الإنجليزية)